# Stanisław Koszowski
Stanisław Koszowski (ur. 1812 – zm. 1866 w Łanowicach), ziemianin, powstaniec listopadowy, poseł na Sejm Ustawodawczy w Kromieryżu.
Ziemianin, dzierżawca dóbr Wykoty, potem Hnilcze a od 1846 współwłaściciel dóbr Łanowice w powiecie samborskim. Żołnierz wojsk polskich Królestwa Polskiego, uczestnik powstania listopadowego.
Aktywny politycznie w okresie Wiosny Ludów. Poseł do Sejmu Konstytucyjnego w Wiedniu i Kromieryżu (10 lipca 1848 – 7 marca 1849), wybrany 19 czerwca 1848 r. w galicyjskim okręgu wyborczym Sambor. W parlamencie należał do „Stowarzyszenia” skupiającego demokratycznych posłów polskich.
Pochowany na cmentarzu parafialnym w Łanowicach.